# Santa Ana Xalmimilulco
Santa Ana Xalmimilulco es una población del estado mexicano de Puebla, ubicada en el municipio de Huejotzingo, en la Zona metropolitana de Puebla-Tlaxcala.

## Localización y demografía
Santa Ana Xalmimilulco se encuentra en el norte del municipio de Huejotzingo, en los límites con el municipio de San Martín Texmelucan y el estado de Tlaxcala. Sus coordenadas geográficas son 19°12′36″N 98°22′55″O / 19.21000, -98.38194 y tiene una altitud de 2 221 metros sobre el nivel del mar. Su principal vía de comunicación es la Autopista México-Puebla que circula directamente al norte de la población y una carretera de orden estatal que la une hacia el sur con la cabecera municipal, Huejotzingo, que se localiza a unos dos kilómetros de distancia.
De acuerdo al Censo de Población y Vivienda llevado a cabo por el Instituto Nacional de Estadística y Geografía en 2010 tiene una población que asciende a 16 125 personas, de las que 8 242 son mujeres y 7 883 son hombres, es la segunda población por número de habitantes del municipio de Huejotzingo.